# Толима (вулкан)
Толи́ма (исп. Nevado del Tolima) — стратовулкан, расположенный в департаменте Толима, Колумбия, на территории национального парка Лос-Невадос.
Вулкан сформировался в течение последних 40 000 тыс. лет. Основной доступ к вулкану начинается от города Ибаге. После деревень и пастбищ появляются несколько дорог, ведущих к вершине.
Последнее крупное извержение вулкана произошло около 3600 лет назад.